# ヒルトップ・フッズ

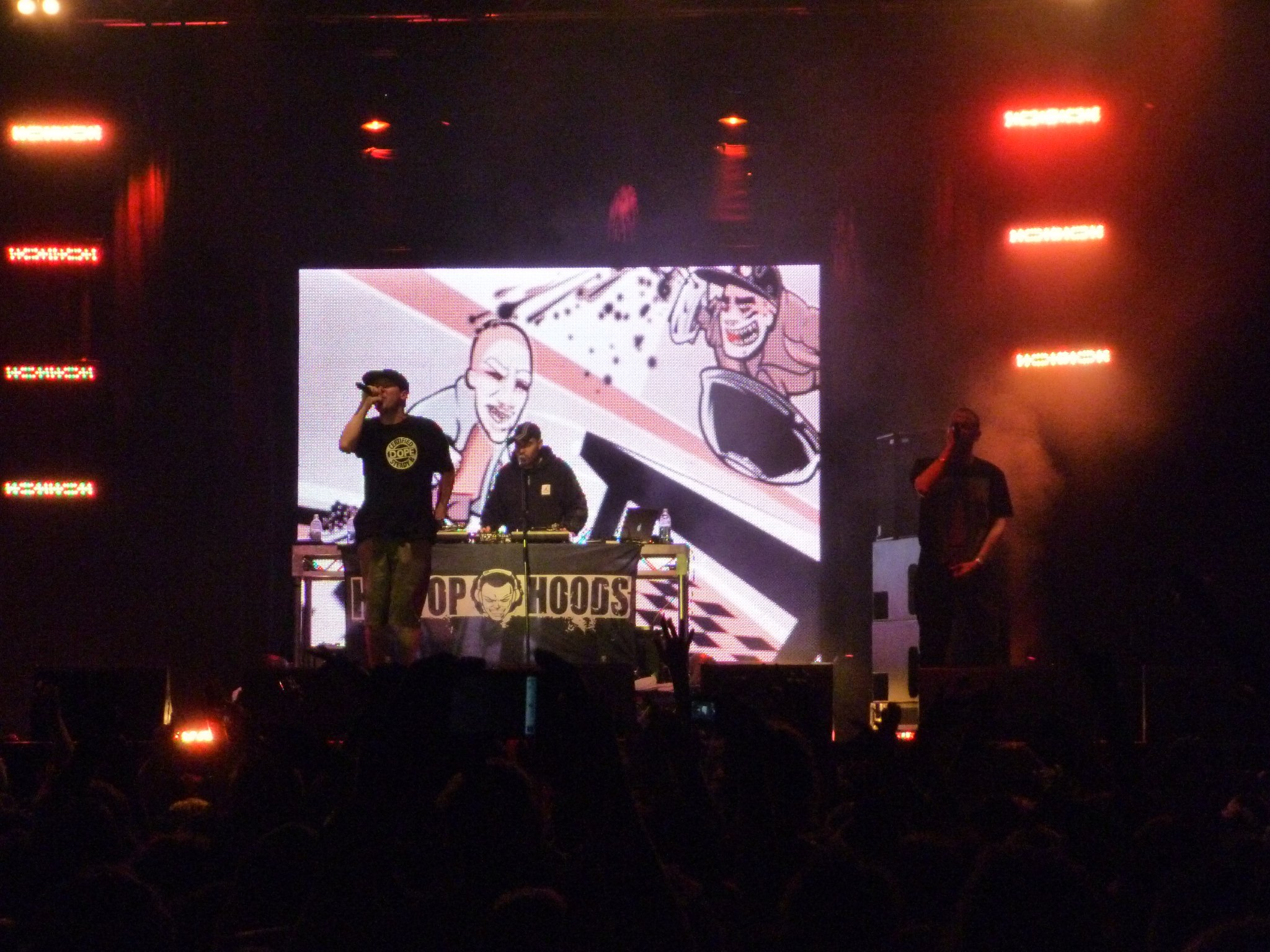
Hilltop Hoods 2009

ヒルトップ・フッズ(Hilltop Hoods)は、オーストラリア・アデレード出身のヒップホップアーティストである。1991年に結成。MCs Suffa (Matt Lambert)、MC Pressure (Daniel Smith)、DJ Debris (Barry Francis)の三人からなる。

## 概要
メンバーの内二人がアデレード市アバーフォイル・パークにあるブラックウッド・ハイスクール出身。残る二人のうち一人は同じくアバーフォイル・パークにある アバーフォイル・パーク・ハイスクール出身である。
彼らはオーストラリアのヒップホップシーンを代表するグループである。結成時にはDJ Next がいたが、1990年代初期にシドニーへ行きバンドを脱退する。彼らは高校生時代にバンドを結成し、以来アンダーグラウンドで活動を続けてきた。
主なアルバムにThe Calling、The hard road、State of the Artなどがある。